# Jimmy Simpson (Rennfahrer)

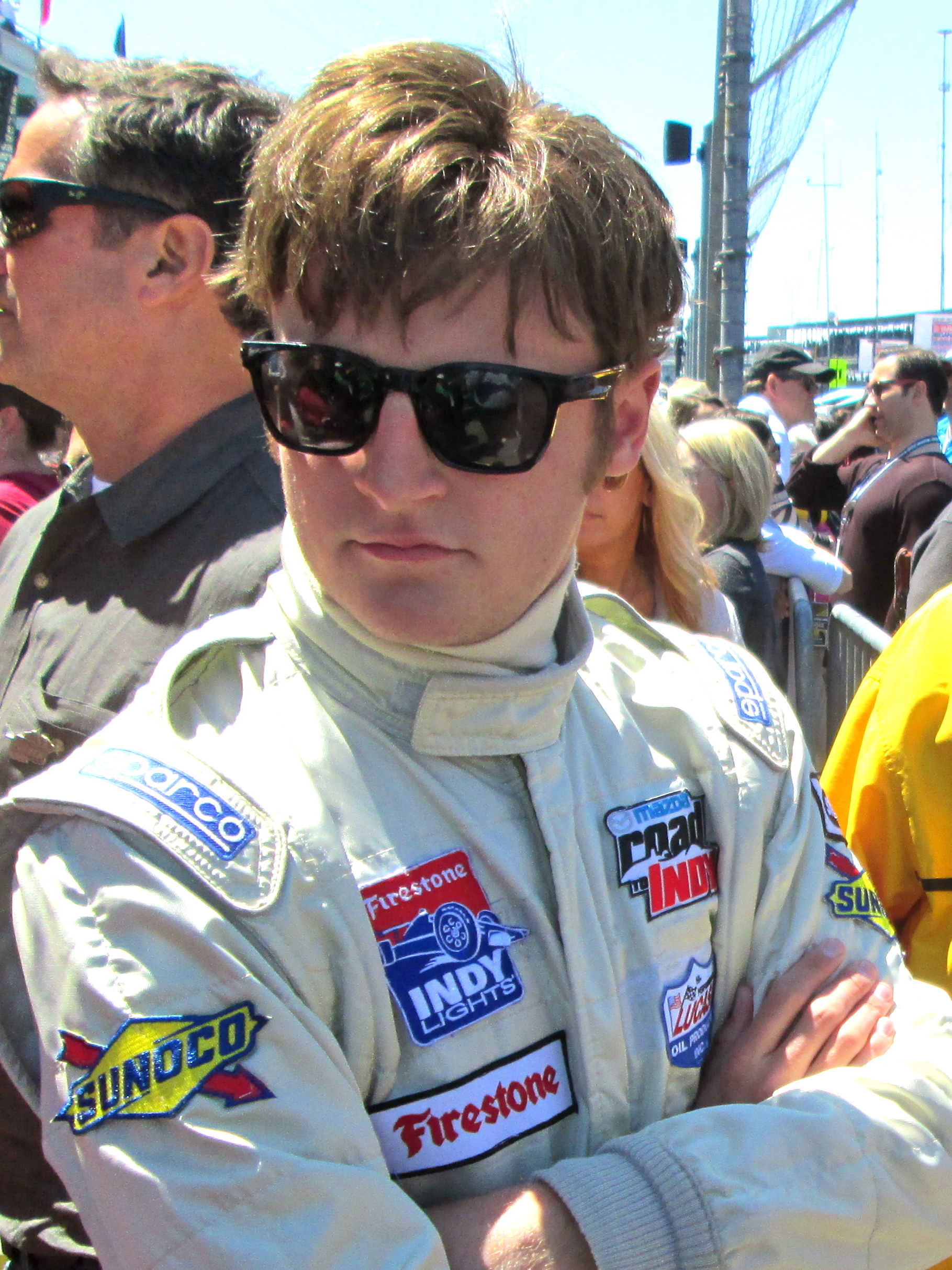
Jimmy Simpson, 2013

James „Jimmy“ Simpson (* 13. September 1992) ist ein US-amerikanischer Automobilrennfahrer.

## Karriere
Simpson begann seine Motorsportkarriere 2005 im Kartsport, in dem er bis 2012 aktiv war. Darüber hinaus trat Simpson von 2010 bis 2012 in der USAC National Midget Series an.
2013 debütierte Simpson im professionellen Formelsport. Er trat zum Freedom 100, dem Indy-Lights-Rennen in Indianapolis, für das Team Moore Racing an. Er beendete das Rennen auf dem siebten Platz. Es blieb sein einziger Renneinsatz in dieser Saison. 2014 erhielt Simpson ein Cockpit bei Comprent Motorsports in der Atlantic Championship. Er gewann zwei Rennen und stand sechsmal auf dem Podium. Nach dem achten von zehn Rennen verlor er sein Cockpit. Er lag zu diesem Zeitpunkt – wie auch am Saisonende – auf dem zweiten Platz. Im Titelkampf unterlag er Daniel Burkett mit 462 zu 340 Punkten. Darüber hinaus nahm Simpson 2014 für das Team Moore Racing an zwei Indy-Lights-Rennen teil. Dabei war ein achter Platz sein bestes Ergebnis.

## Karrierestationen
- 2005–2012: Kartsport
- 2010–2012: Midget
- 2013: Indy Lights (Platz 16)
- 2014: Atlantic Championship (Platz 2)
- 2014: Indy Lights (Platz 15)